# کبوترکوه
کبوترکوه، روستایی از توابع بخش کاخک شهرستان گناباد در استان خراسان رضوی ایران است.

## جمعیت
این روستا در دهستان کاخک قرار دارد و براساس سرشماری مرکز آمار ایران در سال ۱۳۸۵، جمعیت آن ۱۱۱ نفر (۳۸خانوار) بوده‌است.